# Arantxa Luna
Arantxa Luna (Estado de México, 1990) es una guionista y crítica de cine mexicana. Ganadora del Concurso de Crítica Cinematográfica Fósforo Alfonso Reyes.

## Trayectoria
Estudió en la Facultad de Ciencias Políticas y Sociales de la Universidad Nacional Autónoma de México (UNAM) y del Centro de Capacitación Cinematográfica (CCC).
Es profesora de materias como escritura de guion para cine y televisión con la directora Alejandra Márquez Abella. Profesora de historia del cine y de cineastas latinoamericanos. Alumna Talents Guadalajara, evento organizado por el Festival Internacional de Cine en Guadalajara en colaboración con el Festival Internacional de Cine de Berlín, el Goethe‑Institut México y la Federación Internacional de la Prensa Cinematográfica (FIPRESCI).
Ha sido jurado en los festivales DocsMX, Vancouver Latin American Film Festival y FICUNAM. Es parte del Comité Seleccionador para la Competencia oficial en Cuórum Morelia.
Escribe en la revista Nexos, Cine Premiere y Sector Cine, Revista Código, Lumínicas, entre otros. Es panelista en el programa "Mi cine, tu cine", de Canal Once. Se desempeña como la encargada de prensa y comunicación en Interior XIII, distribuidora y productora de cine en México y Colombia.

## Galardones
- Ganadora del primer concurso de crítica cinematográfica organizado por la Cineteca Nacional y la Embajada de Francia
- Concurso de Crítica Cinematográfica Fósforo “Alfonso Reyes”, organizado por la Facultad de Ciencias Políticas y Sociales (UNAM), Filmoteca UNAM, la Escuela Nacional de Artes Cinematográficas (ENAC‑UNAM) y el Festival Internacional de Cine UNAM (FICUNAM)
- Concurso de crítica cinematográfica organizado por el Festival Internacional de Cine de Los Cabos[5]